# Цигенхайн (Вестервальд)
Цигенхайн (нем. Ziegenhain) — община в Германии, в земле Рейнланд-Пфальц.
Входит в состав района Альтенкирхен-Вестервальд. Подчиняется управлению Фламмерсфельд. Население составляет 127 человек (на 31 декабря 2010 года). Занимает площадь 0,71 км².
Коммуна подразделяется на 2 сельских округа.